# Euparyphus albipilosus
Euparyphus albipilosus är en tvåvingeart som beskrevs av Adams 1903. Euparyphus albipilosus ingår i släktet Euparyphus och familjen vapenflugor. Inga underarter finns listade i Catalogue of Life.